# Donnchad Midi mac Domnaill
Donnchad Midi mac Domnaill (... – 797) è stato re di Mide dal 766 circa.
Era figlio di Domnall Midi del clan Cholmáin, un ramo degli Uí Néill del sud. Succedette come re di Tara e forse come re supremo d'Irlanda quando Niall Frossach abdicò nel 770. A Donnchad Midi mac Domnaill sul trono di Mide succedette Domnall mac Donnchado, mentre su quello di Tara Áed Oirdnide mac Néill. Il figlio, Conchobar mac Donnchada, fu in seguito sovrano di Mide e, sembra, anche re supremo dell'isola. Un secondo figlio, Máel Ruanaid, fu sovrano di Mide e padre di Máel Sechnaill mac Maíl Ruanaid. La figlia di Donnchad, Eithne, sposò Bran Ardchenn mac Muiredaig, re del Leinster.